# Egerág
Egerág é um município da Hungria, situado no condado de Baranya. Tem 13,01 km² de área e sua população em 2019 foi estimada em 892 habitantes.